# Albany (Missouri)
Albany ist eine City und gleichzeitig Verwaltungssitz (County Seat) des Gentry County im US-amerikanischen Bundesstaat Missouri. Das U.S. Census Bureau hat bei der Volkszählung 2020 eine Einwohnerzahl von 1679 ermittelt.

## Geschichte
Die Stadt wurde nach Albany aus New York benannt.

## Bevölkerung
Beim Census 2000 zählte die Stadt 1937 Einwohner. Von der Bevölkerung sind rund 24 Prozent deutscher Abstammung und 12 Prozent irischer.

## Galerie

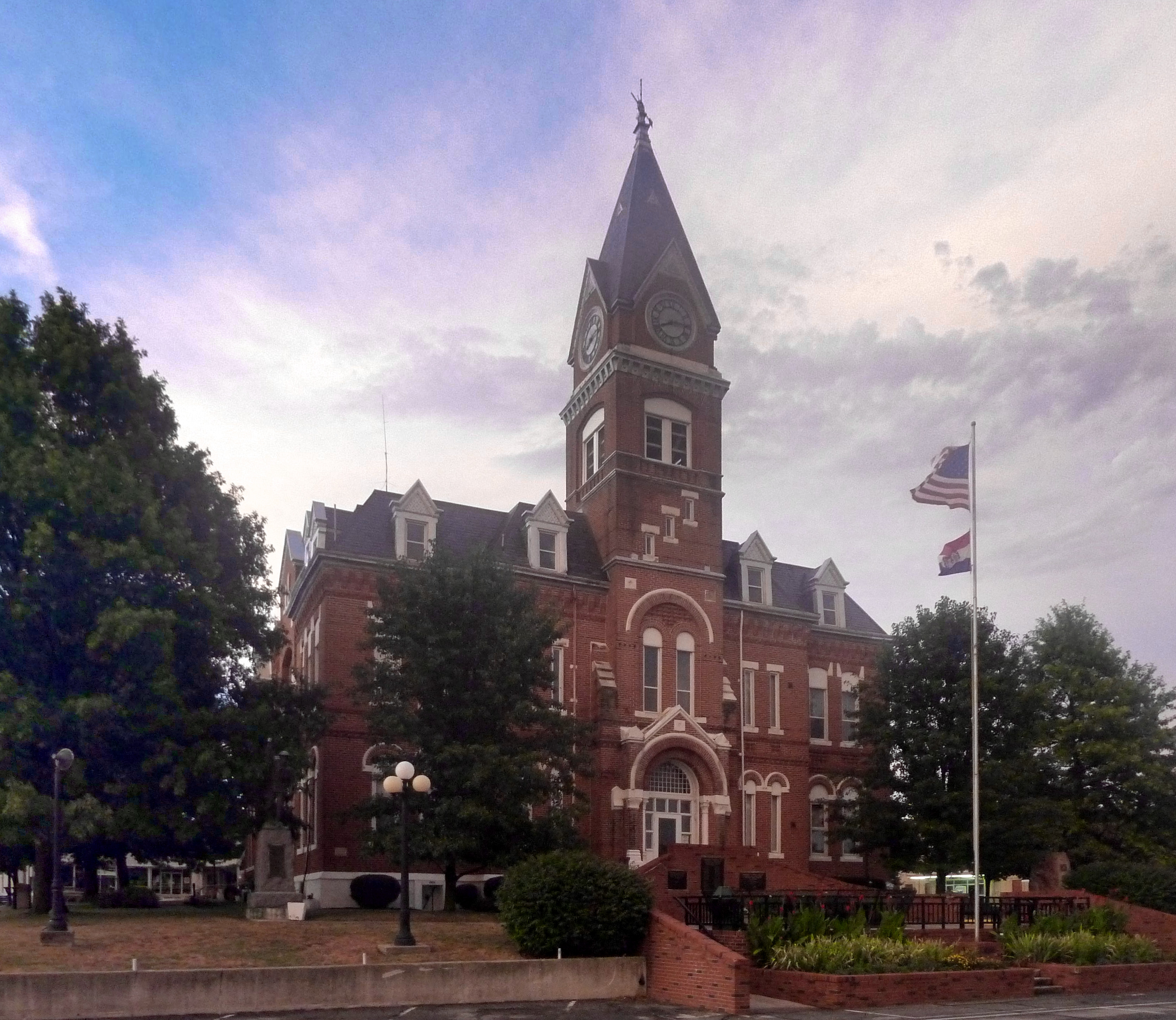
Gerichtsgebäude